# Джонстон, Дэниел
Дэ́ниел Дейл Джо́нстон (англ. Daniel Dale Johnston; 22 января 1961 — 10 сентября 2019) — американский музыкант, автор-исполнитель. Джонстону был поставлен диагноз — маниакальная депрессия и шизофрения, и это было постоянной проблемой на протяжении всей его жизни. В последнее время проживал в Уоллере (штат Техас).
Курт Кобейн был поклонником музыки Джонстона, и его песни исполняли группы Nirvana и Pearl Jam, а также Том Уэйтс и Бек. Его жизни посвящён документальный фильм 2006 года «Дьявол и Дэниел Джонстон».

## Биография
Джонстон родился в Сакраменто, штат Калифорния, и вырос в Западной Вирджинии. В конце 1970-х годов он начал записывать музыку на монофонический бумбокс фирмы Sanyo, сопровождая пение игрой на фортепиано и аккордовом органчике. Родители никогда не поддерживали Джонстона в стремлении к созданию музыки. После окончания школы Oak Glen High School Джонстон впервые провёл год вдали от дома в Абилинском христианском университете в Западном Техасе. Позднее он учился в филиале Кентского государственного университета в Ист-Ливерпуле.

## Музыкальная карьера
Музыкальные работы Джонстона получили некоторую известность, когда он переехал в Остин. Джонстон привлёк внимание местной прессы, и у него стали появляться поклонники, число которых возрастало благодаря тому, что музыкант имел привычку дарить каждому встречному кассеты со своими записями. Некоторые источники предоставляют информацию о том, что Дэниел поначалу не умел дублировать аудиокассеты, и когда друзья просили дать им послушать его музыку, Джонстон заново записывал весь альбом на новую кассету и рисовал новый, уникальный рисунок в качестве обложки.
В 1985 году благодаря репутации, полученной в местных кругах, певец был приглашён телеканалом MTV принять участие в одном из выпусков программы The Cutting Edge, в которой появлялись исполнители остинской музыкальной сцены, придерживавшиеся концепции «Новой искренности». В том же году Джонстон выступал на музыкальном фестивале Woodshock в Остине, где был заснят для одноимённой документальной короткометражки.

Курт Кобейн в футболке с надписью «Hi, How Are You» и рисунком с обложки одноимённого альбома Джонстона

В 1988 году Джонстон посетил Нью-Йорк и на студии Noise New York записал альбом 1990, который спродюсировал Kramer. Диск вышел в 1990 году на крамеровском лейбле Shimmy-Disc. Для Джонстона это был первый опыт работы в среде профессионалов после десяти лет самодельных записей на аудиокассеты. Во время работы над этой пластинкой его психическое здоровье ухудшилось.
Интерес к Джонстону возрос, после того как Курт Кобейн стал часто фотографироваться в футболке, на которой был изображён рисунок с обложки альбома Hi, How Are You. Несмотря на то что музыкант в то время находился в психиатрической клинике, за его творчество началась борьба среди звукозаписывающих компаний. Он отказался заключить контракт на выпуск нескольких дисков с Elektra Records, поскольку группа Metallica была подписана на этот лейбл, и Джонстон был убеждён в том, что её участники одержимы дьяволом и могут навредить ему. По той же причине он уволил и своего менеджера, занимавшегося этой сделкой. В итоге он подписал контракт с Atlantic Records и в 1994 году выпустил альбом Fun, спродюсированный Полом Лири из Butthole Surfers.
В 2019 году Джонстон скончался от сердечного приступа.

## Избранная дискография
- Hi, How Are You (1983)
- Yip/Jump Music (1983)
- Continued Story (1985)
- 1990 (1990)
- Artistic Vice (1993)
- Fun (1994)
- Why Me? Live Volksbuhne Am Rosa Luxemburg-Platz 6/6/99 (2000)
- Rejected Unknown (2001)
- Fear Yourself (2003)
- Is and Always Was (2009)

## Память
В 2017 году (ещё при жизни Дэниела) был создан «Hi, How Are You Project»— проект, названный в честь одноимённого музыкального альбома Джонстона. Проект занимается активизмом, связанным с раскрепощением темы ментального здоровья в человеческом обществе; также популяризацией творчества Дэниела Джонстона, участниками проекта устраиваются музыкальные фестивали. На официальном сайте проекта среди прочего сказано примерно следующее: «Проект „Hi, How Are You?“, основанный при поддержке семьи Дэниела Джонстона, создаёт продуманные средства массовой информации, мероприятия и программы обучения, которые поощряют открытый и постоянный диалог о психическом благополучии. Джонстон был известным музыкантом и художником, несмотря на его борьбу с психическим заболеванием.» 9 мая 2018 года на YouTube зарегистрирован одноимённый аккаунт проекта. Проект активен по сей день и занимается вышеописанным.
В последние годы жизни и после смерти музыканта его песни исполняли такие артисты, как: Эдди Веддер, Уилл Толедо из Car Seat Headrest.